# Xie Jinyuan
Xie Jinyuan (謝晉元, 26 avril 1905 – 24 avril 1941) est un officier militaire du Kuomintang surtout connu pour avoir commandé la défense des entrepôts Sihang durant la bataille de Shanghai lors de la seconde guerre sino-japonaise.

## Biographie
Xie est né dans une famille Hakka à Jiaoling dans la province du Guangdong. Il étudie à l'académie de Huangpu de Guangzhou et obtient son diplôme en 1925 avec une spécialisation en politique. Il sert dans l'armée nationale révolutionnaire jusqu'à sa mort.
Après ses études, il est affecté au 5e régiment de la 2e division comme commandant de peloton. En 1928, il est promu commandant de compagnie. L'année suivante, sa division participe à la défense du Shandong lors d'une invasion japonaise et Xie est grièvement blessé. Après avoir récupéré, il prend le commandement du bataillon de mitrailleurs du régiment, et est ensuite promu au grade de major et transféré au quartier-général de Wuhan. En 1931, il accepte son affectation à la 78e division de la 19e armée de route (en), et en octobre 1930, il est transféré à la 88e comme commandant de bataillon du régiment de réserve. Xie assiste au combat contre les Japonais lors de l'incident du 28 janvier 1932. Il sert plus tard comme vice-commandant du régiment et est promu au grade de lieutenant-colonel.

### La défense des entrepôts Sihang
Le 26 octobre 1937, la défense chinoise du quartier shanghaïen de Zhabei s'écroule et Tchang Kaï-chek souhaite retirer toutes ses forces pour défendre les régions rurales de l'Ouest de Shanghai. Il ordonne au commandant de la 3e région militaire, Gu Zhutong, de laisser la 88e division (en) pour couvrir la retraite. Gu est personnellement attaché à la 88e division et applique ce plan avec réticence, sans compter que le commandant de la division Sun Yuanliang, a envoyé son chef d'État-major Zhang Boting au quartier-général de Gu pour s'y opposer. Les deux hommes hésitent à désobéir aux ordres de Tchang et Sun propose (par Zhang) qu'un seul régiment, au lieu d'une division entière, reste pour défendre une ou deux régions fortifiées, un plan approuvé par Gu. De retour à son quartier-général, Sun décide cependant qu'un régiment serait encore trop de vies gâchées et ordonne à la place de ne laisser qu'un seul bataillon, le 524e régiment, qui est alors réduit à 423 hommes, pour défendre le quartier-général de la division basé dans les entrepôts Sihang. Xie Jinyuan, relativement nouveau à la tête de la 88e, se porte volontaire le 26 octobre pour conduire le régiment, à la place de Yang Ruifu.
Quand il est transféré au 524e régiment, Xie ne connait aucun des hommes sous son commandement. Il mène la défense des entrepôts du 27 octobre au 1er novembre. Leur proximité avec la concession internationale de Shanghai permet à l'action de connaitre une attention mondiale, mais très brève. Au cours de la défense, la jeune Yang Huimin livre secrètement des drapeaux de la République de Chine aux défenseurs, et quand elle demande quels sont les plans de Xie, il répond qu'il « se battra jusqu'à la mort ! ». Elle demande alors une liste des noms des défenseurs pour l'annoncer à l'ensemble du pays. Xie refuse car il réalise que les Japonais (qui ont été dupés en pensant que tout un régiment était stationné dans les entrepôts) apprendraient leur véritable nombre. Cependant, ne voulant pas décevoir Yang, il lui donne la liste originale du 524e régiment, 800 hommes, près du double de leur force réelle. Ainsi, les défenseurs des entrepôts Sihang deviennent connus sous le nom des « Huit cents héros ».
Le 31 octobre, le reste des forces chinoises recule et est redéployé pour défendre des zones plus faciles. La concession internationale de Shanghai s'inquiète de savoir que les combats sont si proches d'elle et demande à Tchang Kaï-chek de les faire cesser. Tchang, considérant que la lutte est gagnée, accepte de retirer le 524e régiment pour les concessions étrangères avant le regroupement avec le reste de la 88e division. Le 1er novembre, le 524e est retiré. Il aura perdu 10 hommes dans la défense des entrepôts Sihang et 37 blessés, pour plus de 200 Japonais tués. Cependant, lors du retrait, les troupes britanniques les arrêtent car les Japonais ont menacé d'envahir la concession si les soldats réussissaient à battre en retraite. Bien que les Chinois aient perdu la bataille de Shanghai, la défense des entrepôts Sihang permet de remonter leur moral déclinant.

### Emprisonnement
Xie et le reste des « Huit cents héros » sont emprisonnés dans la concession pendant plus de trois ans au cours desquels les citoyens de Shanghai leur rendent souvent visite et leur offrent des spectacles et des animations. Les officiers ouvrent des classes pour les soldats et enseignent les langues étrangères, les mathématiques, et même la théologie chrétienne. Chen Wangdao, le traducteur chinois du Manifeste du Parti communiste, visite aussi le camp de temps en temps. Les soldats passent leurs journées à faire des exercices militaires. Ils chantent l'hymne national de la République de Chine tous les jours ce qui dérange constamment les autorités étrangères, jusqu'à ce que cela leur soit violemment interdit par des mercenaires Russes blancs.
Les Japonais et le gouvernement réformé de la République de Chine de Wang Jingwei tentent de convaincre Xie et les autres prisonniers de collaborer avec eux en leur offrant la possibilité d'être libérés en échange de se désarmer et de quitter Shanghai comme réfugiés mais Xie refuse. Lorsque Wang se propose à être le chef d'État-major de son armée, il refuse également, déclarant que « mes parents sont chinois et leur fils est également chinois. Les Chinois ne seront jamais des esclaves ».

## Mort
Le matin du 24 avril 1941, Xie est assassiné par le sergent Hao Dingcheng et trois autres soldats payés par le gouvernement collaborationniste. Les quatre assaillants sont immédiatement attrapés. Plus de 100 000 personnes assistent à ses funérailles et il est promu général à titre posthume.

## Vie privée
Xie se marie avec Ling Weicheng (凌維誠) en 1929, et a 2 fils et 2 filles : Youmin (幼民), Jimin (繼民), Xuefen (雪芬) et Lanfen (蘭芬).

## Postérité
Le corps de Xie Jinyuan est enterré dans un petit jardin de la rue de Singapour (actuelle rue Yao) où son logement se trouvait. En 1947, le gouvernement de la ville de Shanghai renomme le parc Jiaoyuan, où les soldats vivaient, en parc Jinyuan, et rebaptise une école primaire de son nom. La rue située juste au Nord des entrepôts est rebaptisée rue Jinyuan. Sa tombe est cependant détruite par les gardes rouges pendant la révolution culturelle.
Le 16 avril 1983, la tombe de Xie est déplacée au mausolée public de Wanguo. La même année, les baraquements sont reconstruits et nommés allée Jinyuan. En mars 1986, le conseil municipal de la ville natale de Xie, Jiaoling, inaugure un monument en son honneur, et l'école primaire Jiankeng est renommée Jinyuan.
En 2005, pour célébrer le 60e anniversaire de la victoire chinoise sur les Japonais, ainsi que la victoire alliée dans la Seconde Guerre mondiale, China Telecom publie une série de cartes téléphoniques à thème dont l'une représente les entrepôts Sihang et Xie Jinyuan.